# Euopius milvus
Euopius milvus är en stekelart som beskrevs av Papp 1985. Euopius milvus ingår i släktet Euopius och familjen bracksteklar. Inga underarter finns listade i Catalogue of Life.